# Peter Carsten
Peter Carsten (Weißenburg in Bayern, 30 aprile 1928 – Lucia, 20 aprile 2012) è stato un attore tedesco.

## Filmografia parziale
- Der unsterbliche Lump, regia di Arthur Maria Rabenalt (1953)
- Am Anfang war es Sünde, regia di František Čáp (1954)
- 08/15, regia di Paul May (1954-1955) - trilogia
- Das Lied der Hohen Tauern, regia di Anton Kutter (1955)
- Das fröhliche Dorf, regia di Rudolf Schündler (1955)
- Kirschen in Nachbars Garten, regia di Erich Engels (1956)
- Uragano sul Po (Liebe), regia di Horst Hächler (1956)
- Anastasia l'ultima figlia dello zar (Anastasia - Die letzte Zarentochter), regia di Falk Harnack (1956)
- La ragazza della salina (Harte Männer heisse Liebe), regia di František Čáp (1957)
- Ascoltami, regia di Carlo Campogalliani (1957)
- Ordine segreto del III Reich (Nachts, wenn der Teufel kam), regia di Robert Siodmak (1957)
- La grande strada azzurra, regia di Gillo Pontecorvo (1957)
- Sissi a Ischia (Scampolo), regia di Alfred Weidenmann (1958)
- Gli squali del terzo Reich (U 47 – Kapitänleutnant Prien), regia di Harald Reinl (1958)
- Peter Voss il ladro dei milioni (Peter Voss, der Millionendieb), regia di Wolfgang Becker (1958)
- Stalingrado (Hunde, wollt ihr ewig leben), regia di Frank Wisbar (1959)
- Freddy, die Gitarre und das Meer, regia di Wolfgang Schleif (1959)
- As the Sea Rages, regia di Horst Hächler (1959)
- Drillinge an Bord, regia di Hans Müller (1959)
- Freddy und die Melodie der Nacht, regia di Wolfgang Schleif (1960)
- Sotto dieci bandiere, regia di Duilio Coletti (1960)
- Kriminaltango, regia di Géza von Cziffra (1960)
- Wenn die Heide blüht, regia di Hans Deppe (1960)
- Bis zum Ende aller Tage, regia di Franz Peter Wirth (1961)
- Marcia o crepa, regia di Frank Wisbar (1962)
- Tempesta su Ceylon (Das Todesauge von Ceylon), regia di Gerd Oswald e Giovanni Roccardi (1963)
- Ostaggi innocenti (Die Zeit der Schuldlosen), regia di Thomas Fantl (1964)
- El arte de vivir, regia di Julio Diamante (1965)
- Agente S3S: operazione Uranio (Der Fluch des schwarzen Rubin), regia di Manfred R. Köhler (1965)
- Sherlock Holmes: notti di terrore (A Study in Terror), regia di James Hill (1965)
- Un avventuriero a Tahiti (Tendre voyou), regia di Jean Becker (1966)
- Quiller Memorandum (The Quiller Memorandum), regia di Michael Anderson (1966)
- Due once di piombo (Il mio nome è Pecos), regia di Maurizio Lucidi (1966)
- La vendetta di Fu Manchu (The Vengeance of Fu Manchu), regia di Jeremy Summers (1967)
- Il massacro della foresta nera (Hermann der Cherusker), regia di Ferdy Baldwin (1966)
- Buio oltre il sole (The Mercenaries), regia di Jack Cardiff (1968)
- La straordinaria fuga dal campo 7A (Hannibal Brooks), regia di Michael Winner (1969)
- I peccati di Madame Bovary (Die Nackte Bovary), regia di Hans Schott-Schöbinger (1969)
- E Dio disse a Caino..., regia di Anthony Dawson (1970)
- E venne il giorno dei limoni neri, regia di Camillo Bazzoni (1970)
- Love story a Bangkok (Wenn du bei mir bist), regia di Franz Josef Gottlieb (1970)
- L'inafferrabile invincibile Mr. Invisibile, regia di Antonio Margheriti (1970)
- Zeppelin, regia di Etienne Périer (1971)
- Nella stretta morsa del ragno, regia di Anthony M. Dawson (1971)
- Wehrmacht i giorni dell'ira (Partizani), regia di Stole Janković (1974)
- Milano: il clan dei calabresi, regia di Giorgio Stegani (1974)
- Tren, regia di Stole Janković (1978)
- Controrapina (The Rip Off), regia di Antonio Margheriti (1979)
- Pakleni otok, regia di Vladimir Tadej (1979)
- Variola vera, regia di Goran Marković (1982)
- Il tempo del crepuscolo (Twilight Time), regia di Goran Paskaljevic (1982)
- Wallenberg (Wallenberg: A Hero's Story), regia di Lamont Johnson (1985) - Film TV
- Ein Schloß am Wörthersee (1990-1993) - Serie TV